# Aleti Tunu Bibi
Aleti Tunu Bibi ist eine Kalksteinhöhle auf der osttimoresischen Insel Atauro. Der Name bedeutet übersetzt in etwa „der Ort, an dem Ziegen gegrillt werden, um Dämonen zu vertreiben“.

## Lage und Beschreibung
Die Höhle befindet sich etwa einen Kilometer südlich des Dorfes Atecru im Suco Beloi und weniger als 200 Meter von der Westküste der Insel entfernt, die man vom Eingang aus sehen kann. Dort liegt sie auf einer Meereshöhe von etwa 60 m in einer aus dem Meeresboden gehobenen Kalksteinterrasse, die in der vorletzten Zwischeneiszeit vor 125.000 Jahren entstand. Die Höhle hat in etwa eine Fläche von 8 Metern × 7 Metern und eine maximale Höhe von 2,5 Meter. 2013 brachte ein Erdbeben den vorderen Teil der Höhle zum Einsturz, so dass der Eingang teilweise verschüttet wurde. Baumwurzeln, die in den Spalten des Kalksteins wachsen, haben vor allem beim Eingang zu weiteren Schäden geführt. Im Innenraum haben das Erdbeben und Feuer, die in der Höhle zu nahe an der Wand entzündet wurden Calcitschichten von der Wand gelöst.

## Felsmalereien
In der Höhle finden sich vor allem im unteren Bereich der Südwand und im hinteren Bereich insgesamt gut erhaltene Felsmalereien. Übermalungen von Motiven konnten nicht festgestellt werden, wenn auch bei manchen Figuren die Bemalungen möglicherweise erneuert wurden. Einzelne Teile sind durch das Herabfallen der alten Calcitschichten beschädigt. Sie wurde 2014 und 2015 von Wissenschaftlern dokumentiert und fotografiert. Neue Calcitschichten bildeten sich bereits innerhalb dieses Jahres über der roten Farbe. Dies deutet darauf hin, dass eine Altersbestimmung mittels der Calcit-Schicht in dieser Höhle nicht möglich ist. Die insgesamt 13 entdeckten roten und eine schwarze Malerei sowie die Holzkohlezeichnung eines Bootes wurden meist auf glatte Flächen der weißen Wand aufgetragen. Mindestens neun Bilder zeigen  zoomorphe Eidechsen- oder Krokodilfiguren mit ovalförmigen Körpern, zwei oder vier Gliedmaßen und Schwänzen, manche in Dreiergruppen. Ein großer Zoomorph stellt einen Fisch oder einen Meeressäuger dar. Details von Händen oder Füssen fehlen. Nur wenige vergleichbare Zoomorphe kennt man bisher von der Tron-Bon-Lei-Höhle auf Alor oder aus Baucau in Osttimor. Gänzlich fehlen in Aleti Tunu Bibi Handumrisse und Bildnisse von Menschen, Pferden, Spiralen oder Sonnensternen, wie man sie von Timor her kennt.
Zu den Zoomorphen in Aleti Tunu Bibi gesellen sich Bilder mit geraden Linien und Punkte mit kurzen Linien, die manchmal die natürlichen Calcitbänder auf der Wand miteinbeziehen. Sie könnten ein Zählsystem repräsentieren. Solche gemalten Punkte kennt man von der timoresischen Höhle Lie Kere und parallele Linien von Hatu Wakik in Manatuto.
Die Felsmalereien können der neolithischen „austronesischen Maltradition“ (Austronesian Painting Tradition APT) zugeordnet werden, auch wenn diese Klassifizierung noch nicht vollständig gesichert ist. Die Bilder ähneln auch Funden in Osttimor, die entgegen der APT im tiefen Inneren von Höhlen entstanden. Allerdings sind die Bilder der Zoomorphen in der Aleti Tunu Bibi simpler, als ihre timoresischen Pendants. Auch fehlen in Aleti Tunu Bibi, im Gegensatz zu den Fundstellen an der Nord- und Ostküste Timors, anthropomorphe Darstellungen. Die Zeichnung des Bootes scheint jüngeren Datums zu sein, als die Felsmalereien.

## Ausgrabungen
2015 wurden auch archäologische Grabungen durchgeführt, die auf eine menschliche Nutzung der Höhle seit 18.000 Jahren schließen lassen. Verglichen mit den Funden in der Höhle Lepu Kina bei Arlo weiter nördlich, sind die Mengen von Tonscherben und Steinartefakten aus Obsidian und Feuerstein in Aleti Tunu Bibi eher gering. Das Obsidian stammt wahrscheinlich von Atauro selbst oder den benachbarten Inseln. Aus derselben Quelle stammen vermutlich auch Funde auf der Insel Timor. In Aleti Tunu Bibi wurde in den Schichten, in denen man Obsidianscherben entdeckte, auch rotes und gelbes Hämatit gefunden. Daneben Werkzeuge, die auf ein Alter von 8500 Jahren datiert wurden. Auch das eisenhaltige Hämatit muss durch Menschen in die Höhle gebracht worden sein, da es nicht in Kalksteinhöhlen natürlich vorkommt. Roter und gelber Ocker, der in etwa 8000 Jahre alten Schichten lag, weist auf eine Nutzung im frühen Holozän hin. Möglicherweise stammen aus dieser Zeit auch die Felsmalereien.
Da Anzeichen für eine Nutzung der Höhle als Wohnraum fehlen und einige menschliche Knochen gefunden wurden, kann man von der Nutzung der Höhle als Heiligtum ausgehen, möglicherweise ein Ritualplatz für Totenzeremonien. Auch der Name der Höhle spricht für die Vermutung, hier sei eine heilige Stätte.